# Why Women Remarry
Why Women Remarry est un film muet américain réalisé par John Gorman et sorti en 1923.

## Fiche technique
- Réalisation : John Gorman
- Scénario : Van A. James, d'après son histoire
- Production : John Gorman
- Date de sortie :
  - États-Unis : 30 octobre 1923

## Distribution
- Milton Sills : Dan Hannon
- Ethel Grey Terry : Mary Talbot
- William Lowery : Martin Talbot
- Marion Feducha : Jimmy Talbot
- Jeanne Carpenter : Mildred Talbot
- Wilfred Lucas : M. Compton
- Clarissa Selwynne : Mme Compton
- James Barton : Don Compton
- Anita Simons : Mme Mc Kinnon
- George Hayes : Tuck Mc Kinnon
- Tom McGuire : Robert Milton
- Bud Geary : Billy
- Carol Holloway : la sœur de Dan Hannon
- Westcott Clarke
- Robert D. Walker